# Крепидот Лунделла
Крепидо́т (крепидо́тус) Лунделла (лат. Crepidotus caspari) — вид грибов рода Крепидот (Crepidotus).

## Описание
Плодовые тела шляпочные, сидячие, прикрепляются к субстрату краем, ножка отсутствует. Обычно появляются в сростках.
Шляпка диаметром 0,4—3 (5) см, распростёртая или выпукло-распростёртая, колокольчатая, полуокруглая, раковиновидная. Край рубчатый, лопастный, завёрнутый внутрь. Поверхность войлочно-опушённая, белая или светло-жёлтая.
Пластинки приросшие, широкие, относительно частые, желтоватого цвета, позже охристые.
Мякоть белая, тонкая, без запаха, со сладковатым вкусом.
Остатки покрывал отсутствуют.
Споровый порошок коричневый. Споры неамилоидные, желтовато-коричневые, эллипсоидальные, несимметричные, иногда неясно миндалевидные, размерами 6—9,5×4—6 мкм, мелкобородавчатые до почти гладких.
Хейлоцистиды булавовидные, мешковидные, иногда со вздутой или выемчатой вершиной, гладкие или с мелкозернистой инкрустацией размерами 28—65 (90)×5—15 мкм.
Гифальная система мономитическая, гифы с пряжками, диаметром 2—6 мкм. Тип пилеипеллиса — вначале триходермис, при созревании переходит в кутис.
Трама пластинок субрегулярная.
Базидии четырёхспоровые, булавовидные до почти мешковидной формы, размерами 20—35 (40)×5—10 мкм, с пряжкой в основании.

## Близкие виды
От крепидота шероховатоспорового (Crepidotus subverrucisporus) данный вид отличается отсутствием крючковидных отростков у гиф пилеипеллиса и более широкими хейлоцистидами, не зауженными на вершине.

## Экология
Сапротроф на остатках древесины лиственных пород, реже хвойных, вызывает белую гниль. Встречается на древесине бука (Fagus), вяза (Ulmus), эвкалипта (Eucalyptus), также на отмерших плодовых телах некоторых грибов (Pseudochaete tabacina) и на почве. Известен в Европе, Азии (Иран, Пакистан), редок.